# 3258 Somnium
3258 Somnium è un asteroide della fascia principale. Scoperto nel 1983, presenta un'orbita caratterizzata da un semiasse maggiore pari a 2,2062571 UA e da un'eccentricità di 0,1958307, inclinata di 7,55678° rispetto all'eclittica.